# Guéridon

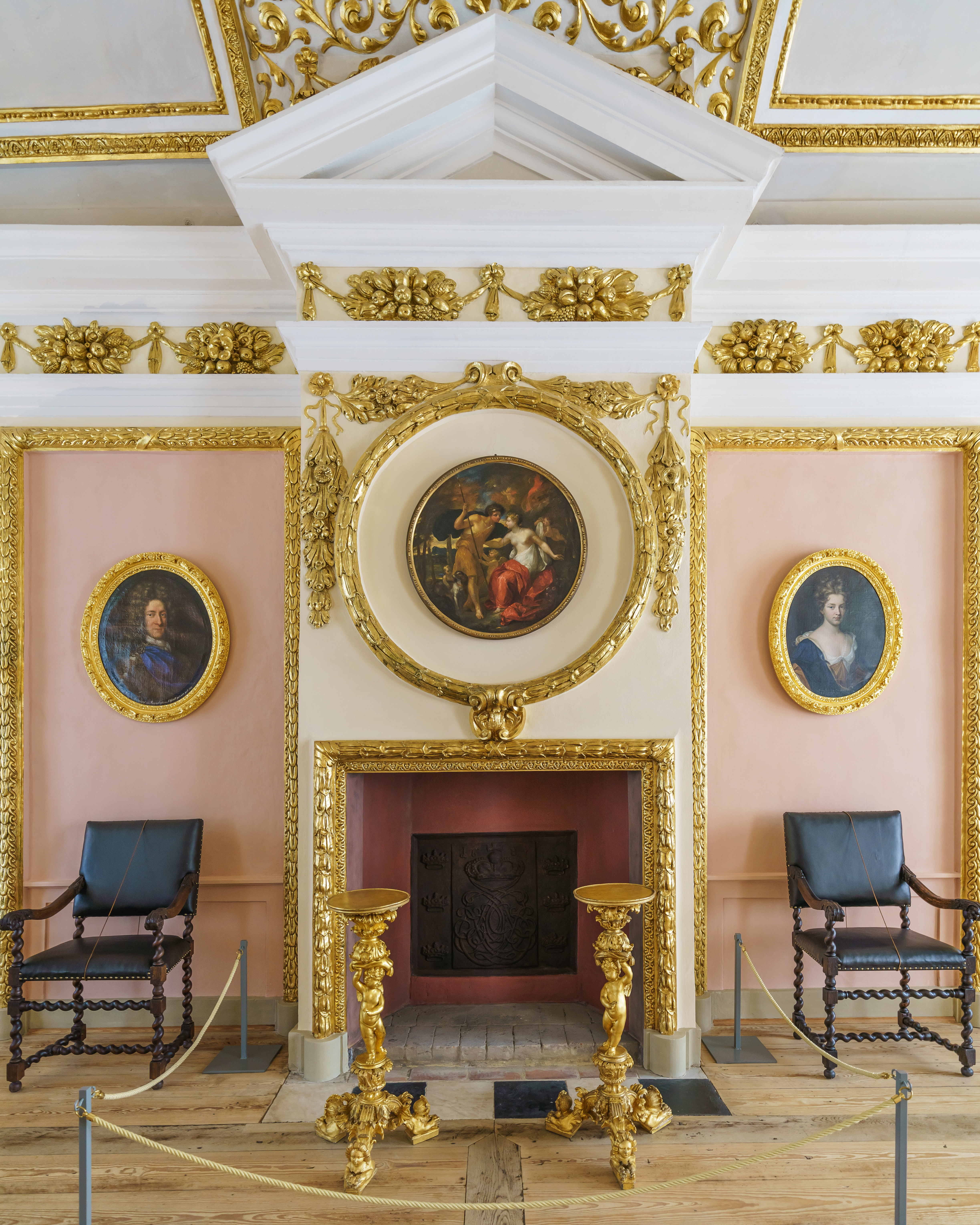
Pár guéridonů s postavami puttů před krbem, zámek Caputh u Postupimi, kolem 1720

Guéridon (z franc.) je přídavný stolek nebo stojan ve tvaru kandelábru nebo zdobené nohy, kterých může být i víc; kandelábr někdy nahrazuje socha či figurální motiv. Může sloužit jako servírovací stolek na nápoje nebo kontejner na květiny (pak se jeho termín prolíná s figurální žardiniérou), jindy slouží jako podstavec pro lampu či svíci, pak může být nazván girandola.

## Historie
Guéridon se rozvíjel při luxusním stolování, a dále se odvozoval z chrámového stojanu na velikonoční svíci (paškálu), pulpitů a podstavců ve tvaru služebných soch. V Evropě se začal používat v období renesance a manýrismu. Renesanční guéridon bývá masivní, má architektonický tvar římského sloupu s patkou a hlavicí, stély či obelisku. Od druhé poloviny 17. století byl na dvoře krále Ludvíka XIV. zaveden francouzský termín guéridon, který podle britské encyklopedie označoval mladého afrického ženicha a stolek v barokním interiéru byl především figurou černocha nebo Maura jako dřevořezba nebo kamenná plastika. Řezaný figurální podstavec ovšem může mít podobu různých služebníků (mouřenín, otrok, zajatec - osmanský Turek), nebo mytologické postavy či zvířete. Nejčastější jsou guéridony v období od 18. století do historismu 19. století.

## Typy
- drobný troj- až čtyřnohý stolek s dekorativně zdobenou deskou (intarzií, mozaikou) nebo s odklápěcím poklopem baru, či samotná trojnožka s chladicí nádobou;
- dvounohý přízední stolek s párovými figurami nosičů
- kandelábr jako samostatná nebo párová stabilní dekorace interiéru nebo exteriéru, často kamenná či štuková
- figurální kandelábr antropomorfní: mytologická postava, anděl, Maur, zoomorfní: slon, želva, labuť, ryba apod.
- funkcionalistický stohovatelný stolek ze dřeva či plastu[2].

## Materiály
- dřevo - dřevořezba často zlacená, deska intarzovaná nebo vykládaná mozaikou, také skleněná
- kámen - pískovec, mramor a jiné dekorativní minerály: lapis lazuli, jaspis,...
- kovy - často zlacený bronz v kombinaci se dřevem, mosaz nebo železo; od 19. století také slitiny niklu
- kamenina nebo porcelán

## Galerie

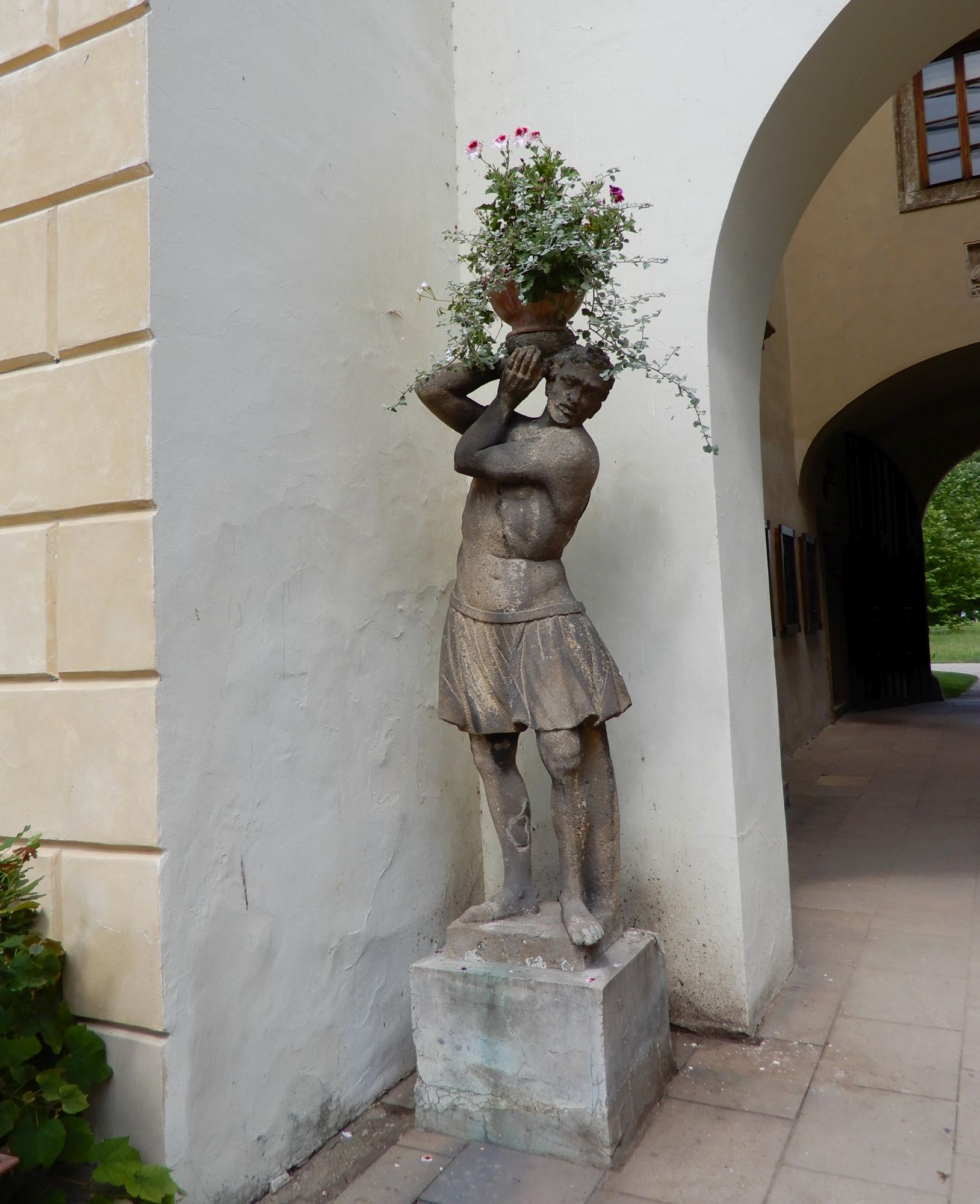
Guéridon - žardiniéra, Častolovice (zámek), pískovec, kolem 1700
Párové gueridony, dřevořezba, Skokloster, Švédsko 1700-1725
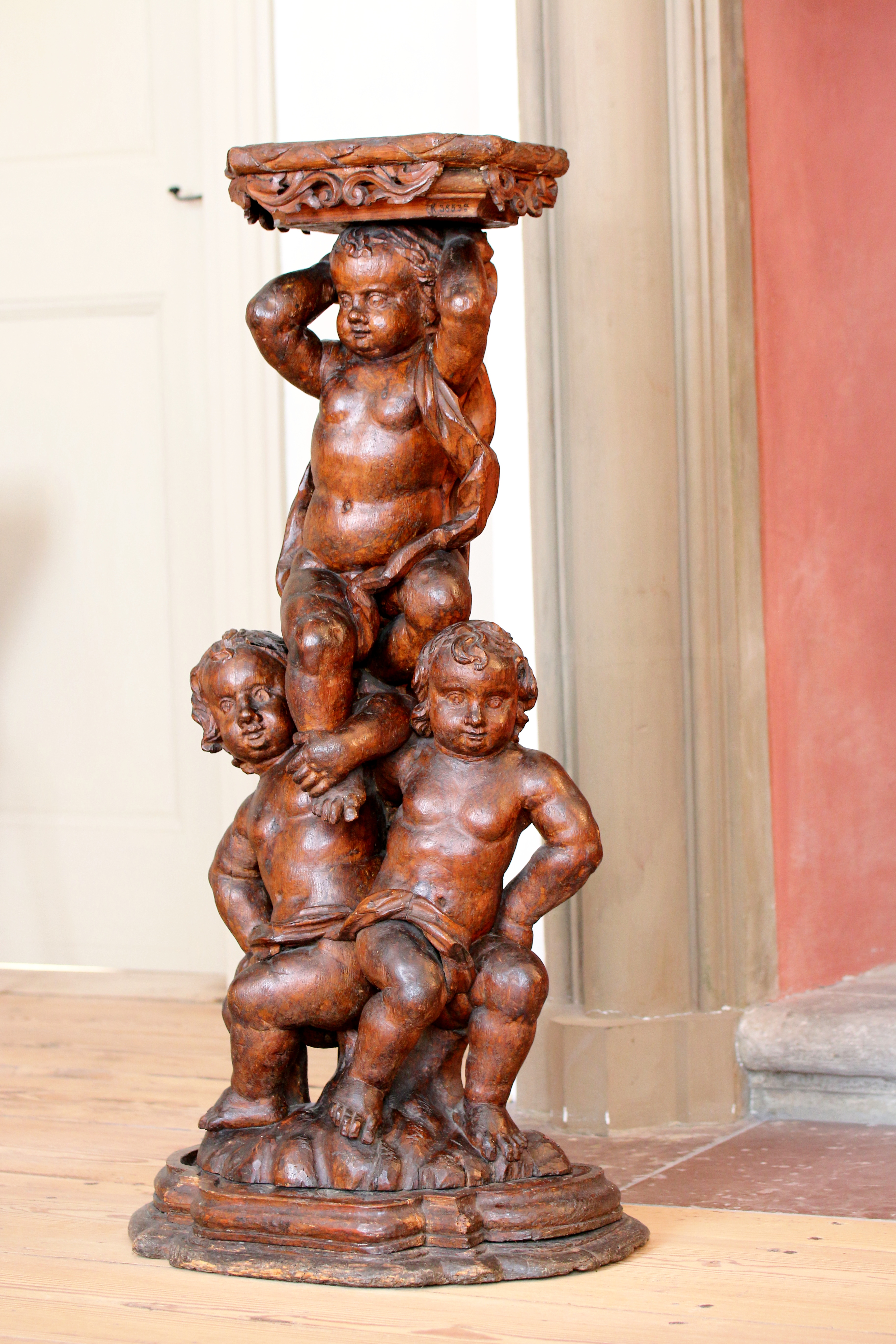
Guéridon s putti, zámek Caputh u Postupimi, asi 1720
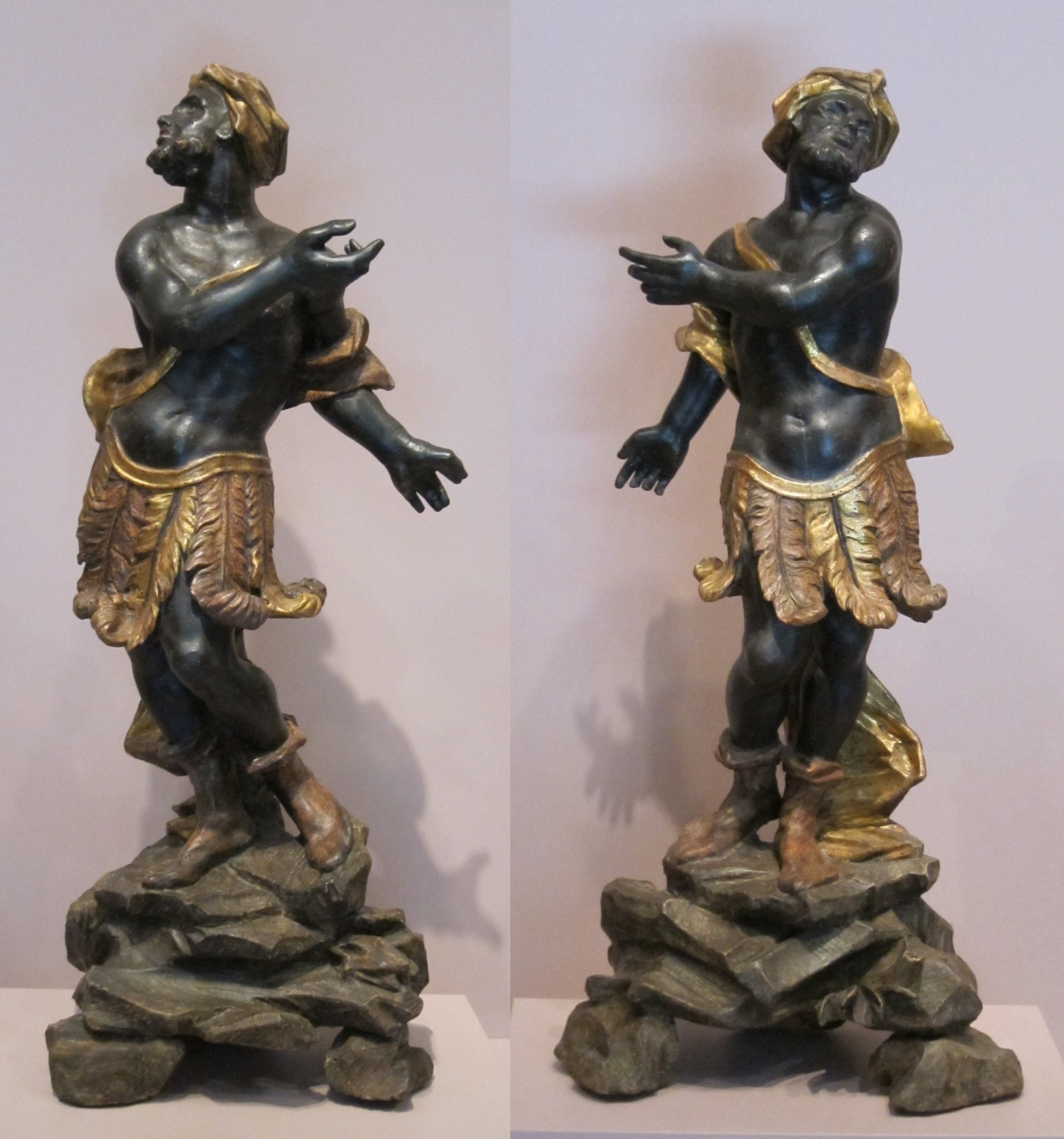
Pár guéridonů-Maurů (světlonošů?), Itálie, 1700-1720
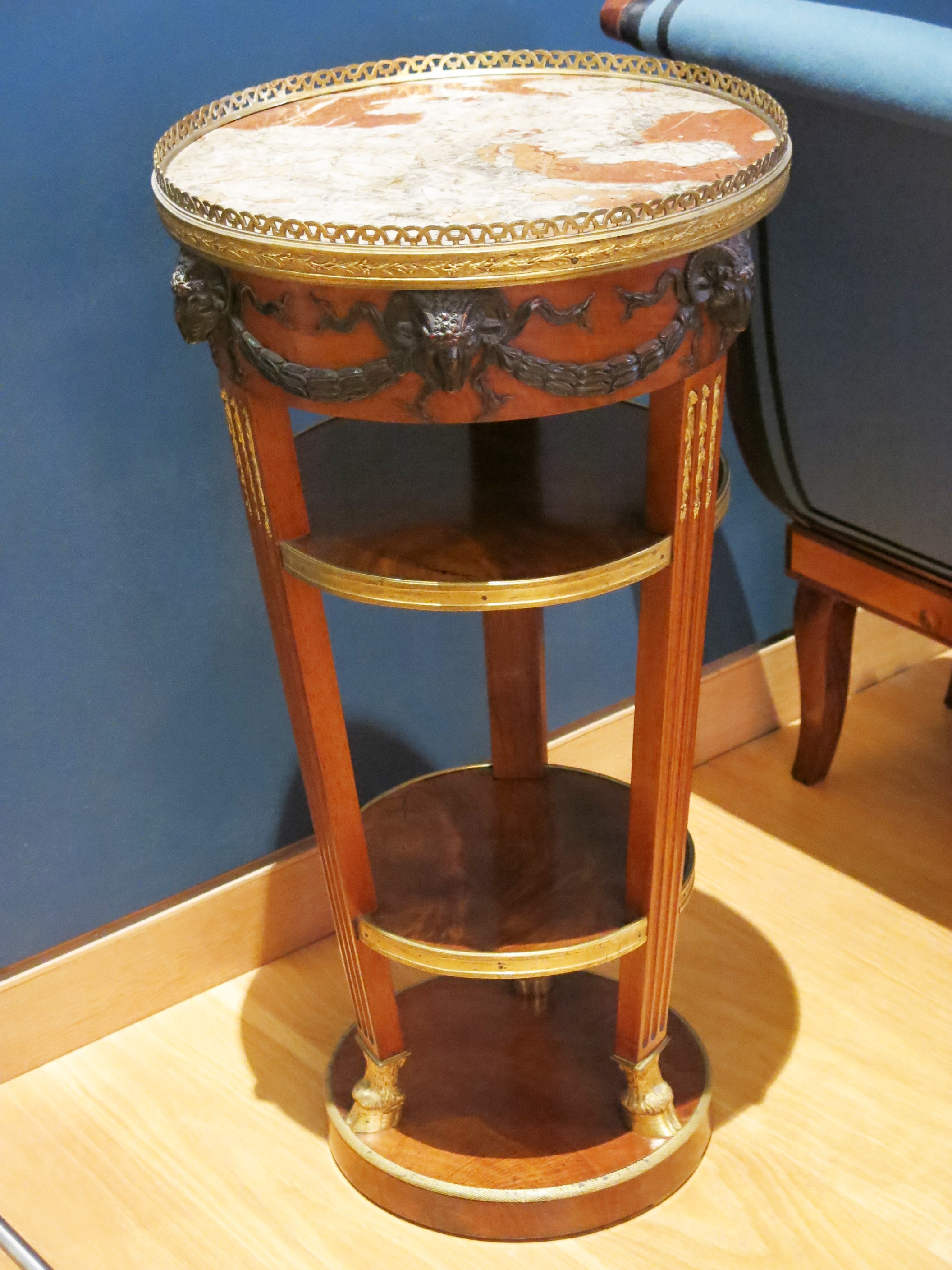
Guéridon paní Recamiérové, Paříž 1798
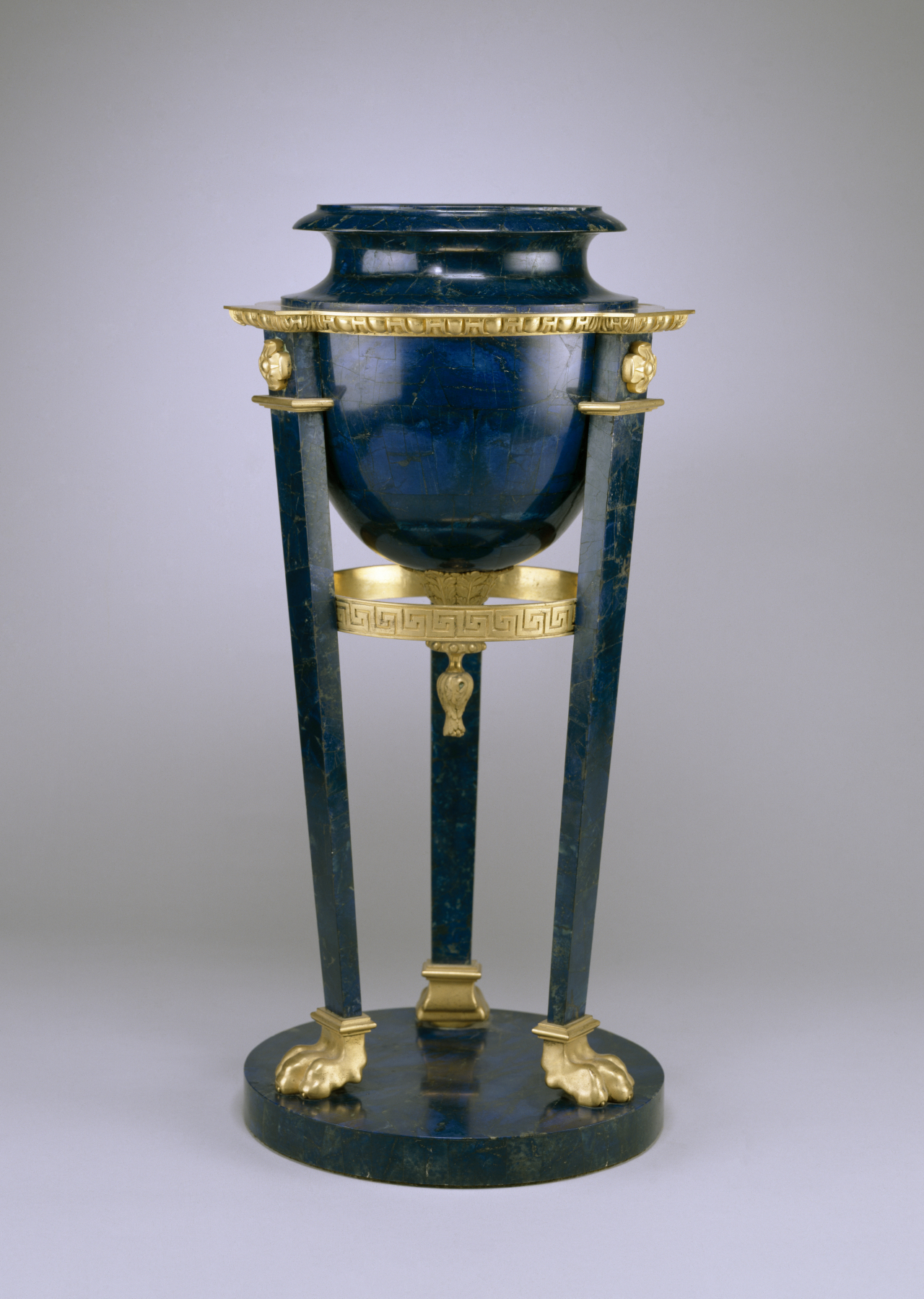
Empírový chladič nápojů, lapis lazuli a bronz, Rusko 1800-1810
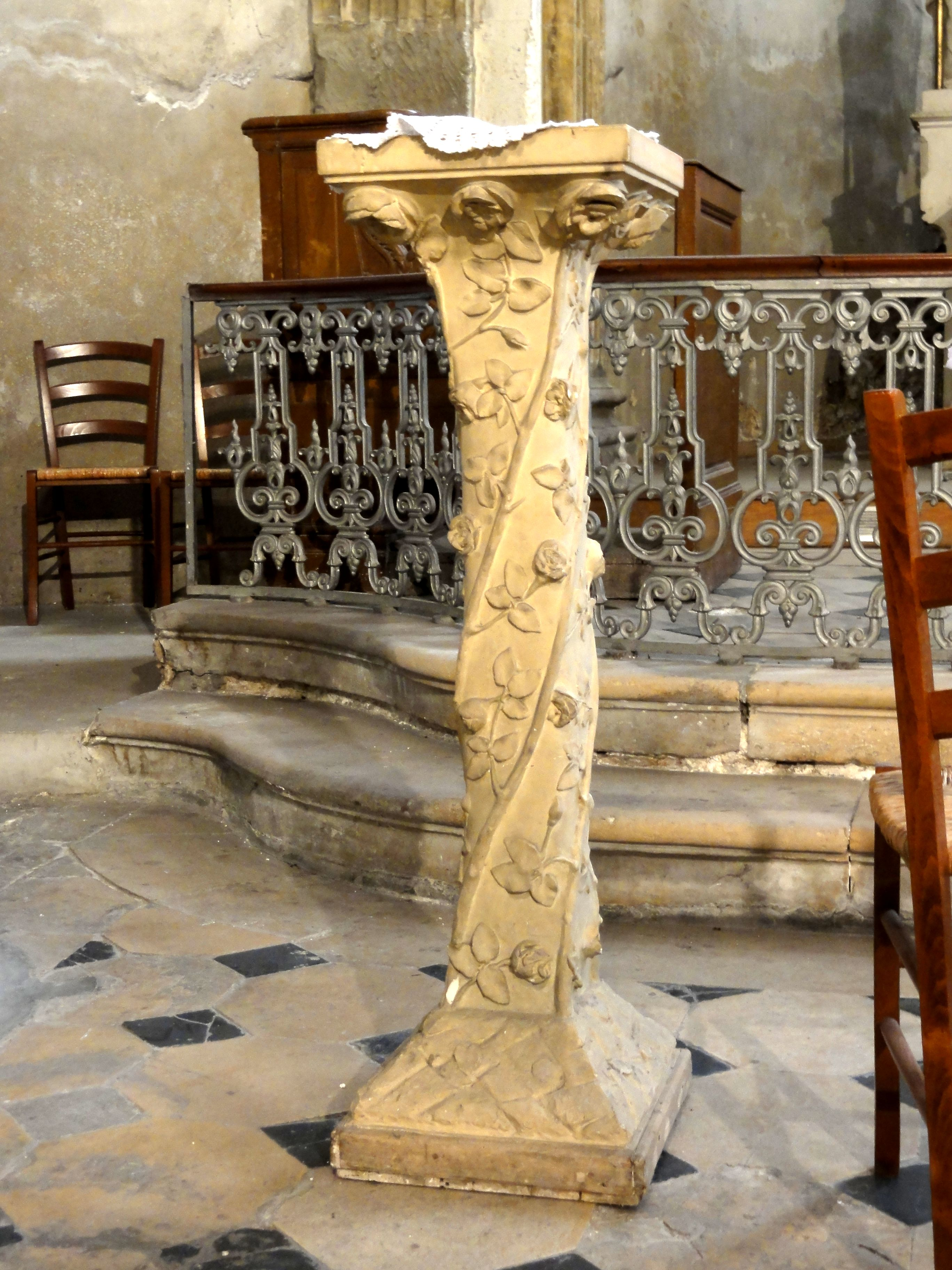
Chrámový guéridon, dřevo, Roissy-en-France